# دبيق مسنن
الدبيق  المسنن (باللاتينية: Bupleurum odontites) نوع نباتي ينتمي إلى جنس الدبيق من الفصيلة الخيمية.

## الموئل والانتشار
موطن هذا النوع بلاد الشام والمغرب العربي ومعظم مناطق حوض البحر الأبيض المتوسط.

## مرادفات للاسم العلمي
- (باللاتينية: Agostana divaricata Gray)
- (باللاتينية: Bupleurum fontanesii Guss.)
- (باللاتينية: Bupleurum fontanesii var. condensatum (Post) Dinsm.)
- (باللاتينية: Bupleurum gerardii Colmeiro ex Nyman)
- (باللاتينية: Bupleurum graminifolium Salisb.)
- (باللاتينية: Bupleurum longipedicellatum St.-Lag.)
- (باللاتينية: Bupleurum odontites var. condensatum Post)
- (باللاتينية: Bupleurum odontites var. fontanesii (Guss.) Fiori & Paol.)
- (باللاتينية: Bupleurum odontites subsp. linnaeanum Ces.)
- (باللاتينية: Bupleurum sprunerianum Hampe)